# Salamon, Vua của Hungary
Salomon hay Solomon (tiếng Hungary: Salamon; 1053–1087), là Vua của Hungary từ năm 1063. Là con trai lớn của Andrew I, ông lên ngôi vua vào năm 1057 hoặc 1058. Tuy nhiên, ông buộc phải chạy trốn khỏi Hungary sau khi người chú Béla I, truất ngôi Andrew vào năm 1060. Được quân Đức hỗ trợ, Solomon quay trở lại và lại lên ngôi vua vào năm 1063. Ông kết hôn với Judith, em gái của Hoàng đế La Mã Thần thánh Henry IV. Năm sau, Salomon đạt được thỏa thuận với ba người con trai của Béla I. là Géza, Ladislaus và Lampert thừa nhận quyền cai trị của ông, nhưng đổi lại một phần ba vương quốc tồn tại như một công quốc độc lập.
Trong những năm tiếp theo, Solomon và anh em họ của mình đã cùng nhau chiến đấu chống lại người Séc, người Cumans và những đối thủ khác của vương quốc. Mối quan hệ này xấu đi vào đầu những năm 1070 và Géza nổi dậy chống lại ông. Salomon chỉ có thể duy trì quyền cai trị của mình ở một khu vực nhỏ dọc biên giới phía tây Hungary sau thất bại trong Trận Mogyoród. Ông chính thức thoái vị vào năm 1081, nhưng bị bắt vì âm mưu chống lại anh trai và người kế vị của Géza, Ladislaus.
Salomon được trả tự do trong quá trình phong thánh cho vị vua đầu tiên của Hungary, Stephen I vào năm 1083. Trong nỗ lực giành lại vương quyền của mình, Salomon đã liên minh với người Pechenegs, nhưng Vua Ladislaus đã đánh bại đội quân của họ. Có nguồn tin cho rằng Solomon đã chết trong một cuộc đột kích cướp bóc ở Đế quốc Byzantine. Truyền thuyết sau này kể rằng ông sống sót và chết như một ẩn sĩ thánh thiện ở Pula (Croatia).